# Millery, Côte-d'Or
 Millery  là một xã ở tỉnh Côte-d’Or trong vùng Bourgogne, phía đông nước Pháp. Khu vực này có độ cao trung bình 271 mét trên mực nước biển.